# Doudelainville
Doudelainville är en kommun i departementet Somme i regionen Hauts-de-France i norra Frankrike. Kommunen ligger i kantonen Hallencourt som tillhör arrondissementet Abbeville. År 2022 hade Doudelainville 378 invånare.

## Befolkningsutveckling
Antalet invånare i kommunen Doudelainville
| Referens: INSEE |